# Собор Святого Василия Острожского (Никшич)
Собор Святого Василия Острожского (серб. Саборна црква Св. Василија Острошког) — православный храм Будимлянско-Никшичской епархии Сербской православной церкви в городе Никшиче в Черногории.
Проект церкви был разработан в 1892 году российским архитектором Михаилом Тимофеевичем Преображенским. Краеугольный камень был заложен 4 (17) июля 1895 года. Основные работы были закончены в 1899 году, после чего началось украшение храма. Мраморный иконостас был подарен меценатом Андреасом Сингросом, а иконы подарены Святейшим Синодом. Торжественное освящение новой церкви состоялось 15 (28) августа 1900 года, в присутствии князя Николы и многих других гостей.
Храм построен в память о черногорских и герцеговинских воинах погибших в войнах с турками 1875—1800 годов. На южной и северной стене церкви размещены 35 медных пластин, на которых записаны имена 3075 павших воинов.
Храм трёхнефный с пристроенной колокольней, на вершине которой размещены часы диаметром 2,36 метра.

## Галерия

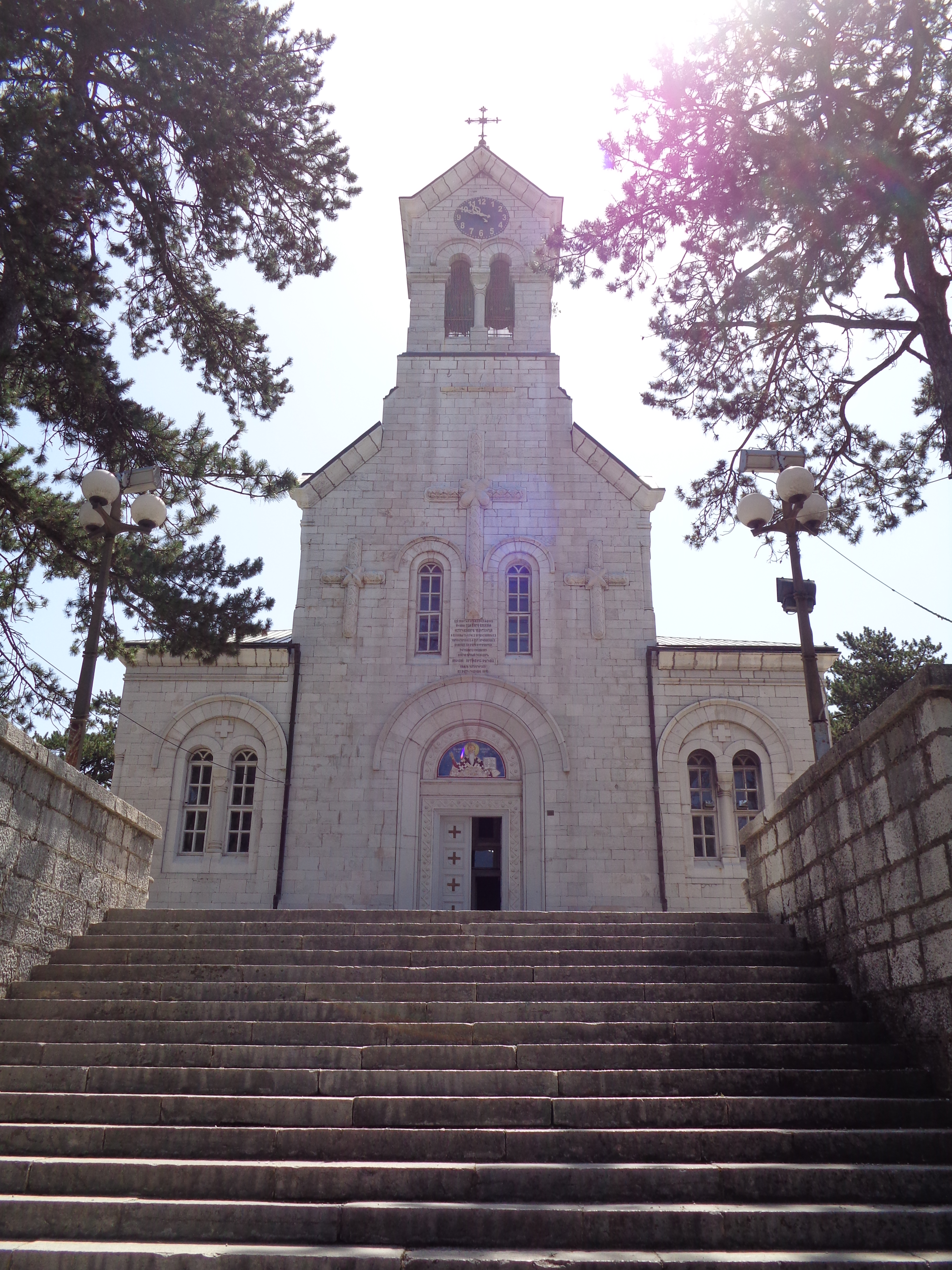
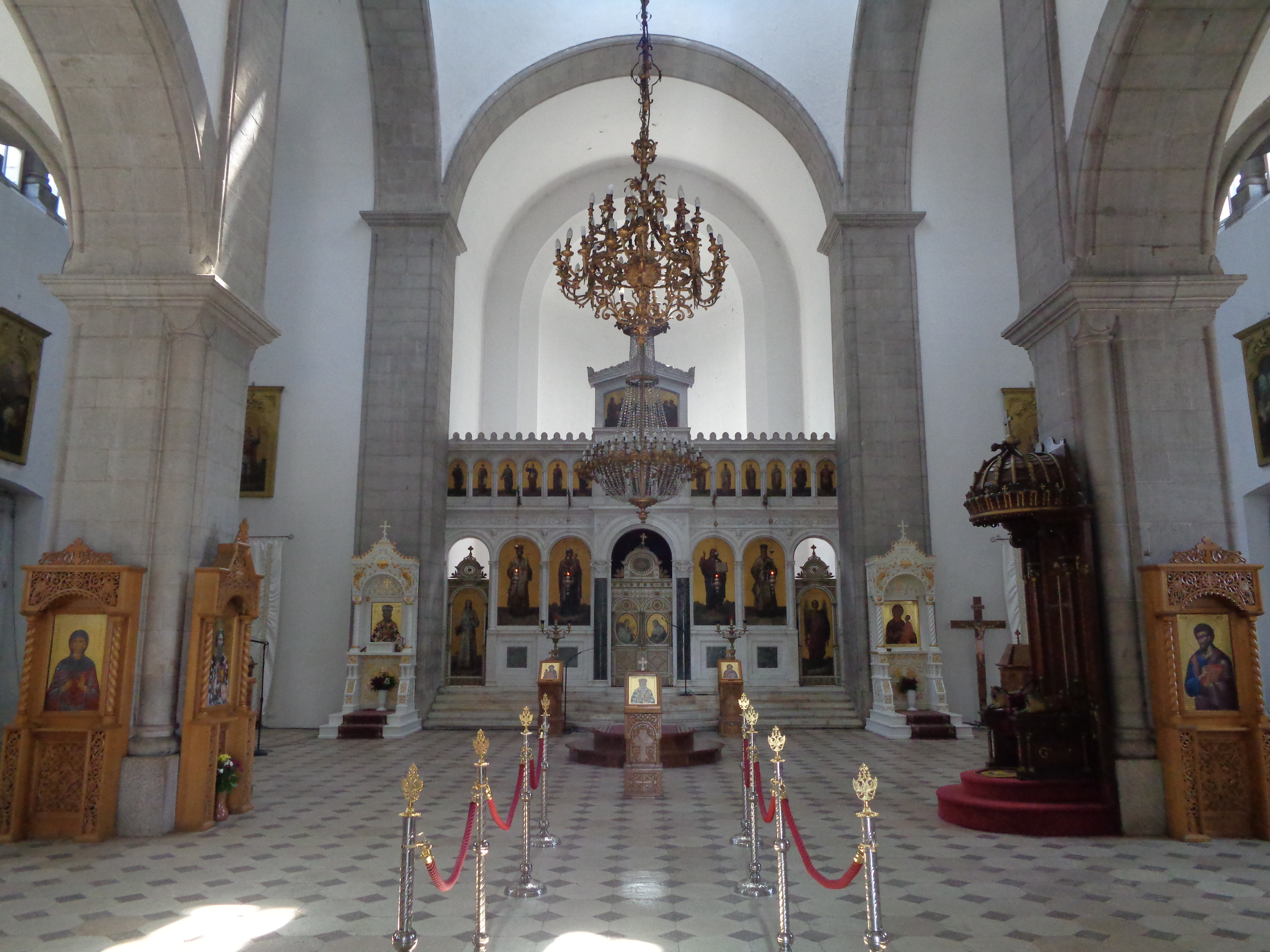
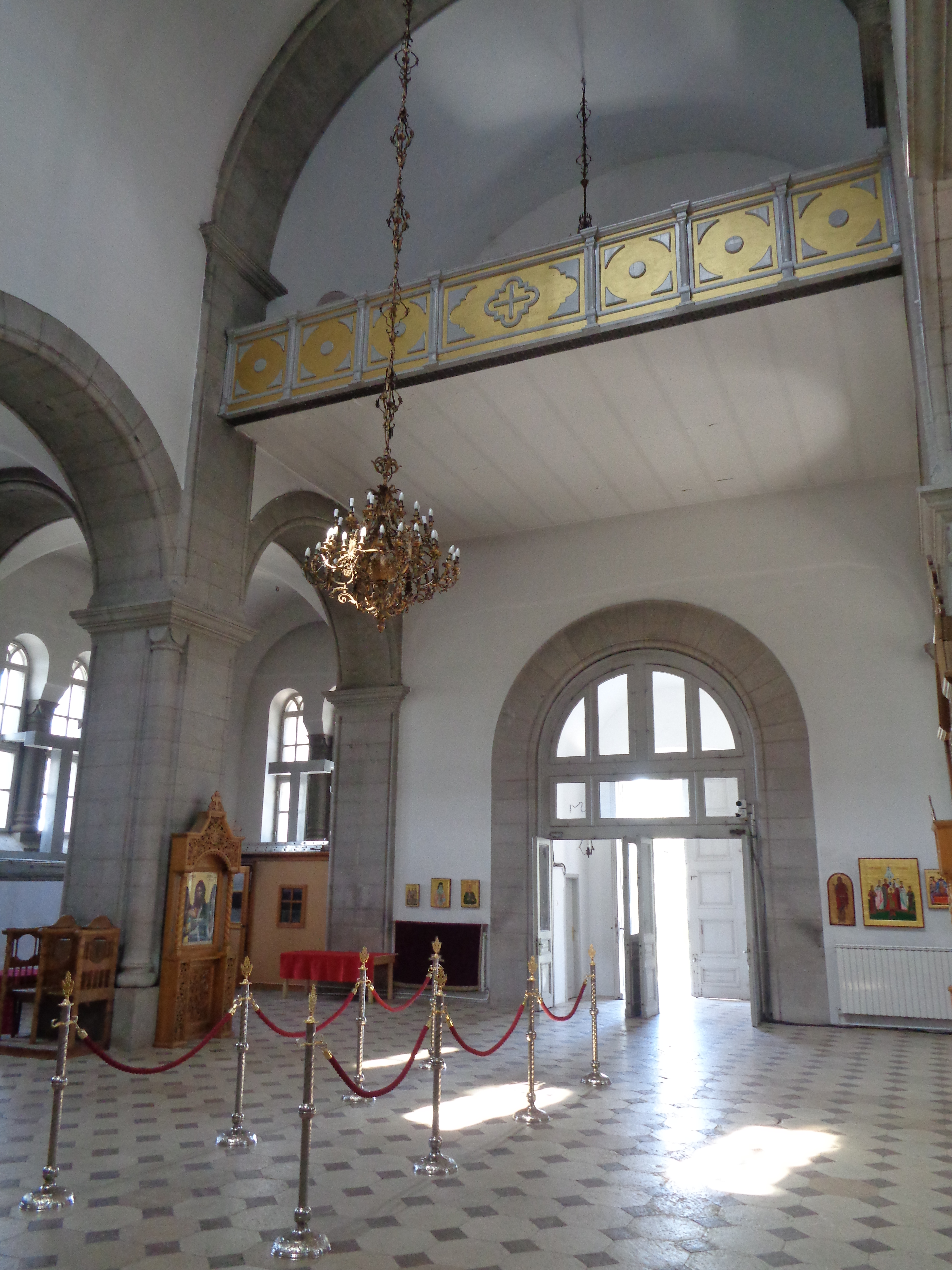